# カルロス・ペレス (1991年生の投手)
カルロス・ジョエル・ペレス（Carlos Joel Perez, 1991年11月20日 - ）は、ドミニカ共和国サン・クリストバル州バホス・デ・アイナ出身の元プロ野球選手（投手）。左投左打。

## 経歴

### プロ入りとブレーブス傘下時代
2009年にアトランタ・ブレーブスと契約し、同年からルーキー級のガルフ・コーストリーグ・ブレーブスでプレー。10試合（うち5試合先発）に登板し、1勝2敗、防御率5.28の成績であった。
2010年、ガルフ・コーストリーグ・ブレーブス6試合に先発登板し、2勝0敗、防御率1.12の好成績を残し、7月下旬にA級のローム・ブレーブスへ昇格。ここでは2試合に先発登板し、0勝1敗、防御率3.86の成績であった。
2011年はシーズン通してローム・ブレーブスでプレーし、28試合（うち23試合先発）に登板。4勝10敗1セーブ、防御率4.82の成績であった。また、この年、20暴投、6ボークという大荒れの内容だった。
2012年はローム・ブレーブスで開幕を迎えたが、0勝3敗、防御率12.79の成績でシーズン途中にルーキー級のダンビル・ブレーブスへ降格。ここでは16試合に登板し、3勝2敗、防御率2.05の成績であった。
2013年はローム・ブレーブスで開幕を迎え、20試合に登板。3勝0敗2セーブ、防御率2.25の成績を残し、7月上旬にA+級のカロライナ・マドキャッツへ昇格。ここでは9試合に登板し、0勝0敗1セーブ、防御率3.95の成績であった。
2014年はAA級のミシシッピ・ブレーブスで開幕を迎えたが、4試合で防御率19.29の成績でルーキー級のガルフ・コーストリーグ・ブレーブスに降格。ここでは6試合（うち4試合先発）に登板し、0勝0敗、防御率11.25の成績であったが、8月下旬にA級のローム・ブレーブスへ昇格。4試合に登板した。
2015年4月7日に自由契約となった。

### BC福島時代
2015年6月30日、ベースボール・チャレンジ・リーグの福島ホープスへ入団。11試合に登板し、3勝3敗、防御率2.81の成績を残した。

### 巨人時代
2015年9月16日に読売ジャイアンツが獲得を発表。2016年シーズンまでの契約で年俸は500万円。背番号は003。
2016年は三軍での出場が主となり、二軍での出場はたった2試合、1.1イニング、防御率は20.25にとどまった。支配下登録されることなく、10月31日付で自由契約となった。

### BC信濃時代
2017年7月7日、ベースボール・チャレンジ・リーグの信濃グランセローズに入団した。シーズン終了後に退団した。

## 選手としての特徴
189cmの長身から投げる150km/hのストレートとスライダーが武器。

## 詳細情報

### 年度別投手成績
- 一軍公式戦出場なし

### 独立リーグでの投手成績
| 年 度     | 球 団     | 登 板 | 完 投 | 勝 利 | 敗 戦 | セ 丨 ブ | 勝 率 | 打 者 | 投 球 回 | 被 安 打 | 被 本 塁 打 | 与 四 球 | 与 死 球 | 奪 三 振 | 暴 投 | ボ 丨 ク | 失 点 | 自 責 点 | 防 御 率 | W H I P |
| --------- | --------- | ----- | ----- | ----- | ----- | -------- | ----- | ----- | -------- | -------- | ----------- | -------- | -------- | -------- | ----- | -------- | ----- | -------- | -------- | ------- |
| 2015      | 福島      | 11    | 0     | 3     | 3     | 0        | .500  | 251   | 57.2     | 32       | 0           | 47       | 2        | 80       | 5     | 4        | 21    | 18       | 2.81     | 1.38    |
| 2017      | 信濃      | 3     | 0     | 0     | 0     | 0        | ----  | 18    | 2.2      | 2        | 0           | 6        | 1        | 2        | 4     | 0        | 4     | 4        | 13.50    | 3.64    |
| 通算：2年 | 通算：2年 | 14    | 0     | 3     | 3     | 0        | .500  | 269   | 60.1     | 34       | 0           | 53       | 3        | 82       | 9     | 4        | 25    | 22       | 3.29     | 1.45    |

### 背番号
- 39 （2015年6月30日 - 同年9月15日）
- 003 （2015年9月16日 - 2016年）
- 30 （2017年）

### 登場曲
- 「Seguidilla」EI AIfa （2016年）